# Prolog (lajvkonvent)
Prolog är ett svenskt, årligen återkommande lajvkonvent som anordnades första gången 2009. Konventets syfte är att "främja och utveckla lajv i Sverige" och hålls under en helg i slutet av vintern. Arrangör är föreningen Lajvverket. Konventet är den största fysiska mötesplatsen för svenska lajvare utöver själva lajvarrangemangen. Under konventet anordnar arrangörerna och deltagarna lajv, föreläsningar, utställning, workshops, lajvpresentationer, diskussioner och förträffar inför lajv. Intresserad allmänhet kan också besöka konventet under en begränsad tid av konventet. 

## Tidigare lajvkonvent
- Prolog 2009, Culturen, Västerås, 189 deltagare exklusive dagbesökare [2]
- Prolog 2010, Culturen, Västerås, 230 deltagare exklusive dagbesökare [4]
- Prolog 2011, Culturen, Västerås, 293 deltagare exklusive dagbesökare [5]
- Prolog 2012, Culturen, Västerås, 309 deltagare exklusive dagbesökare [6]
- Prolog 2013, Culturen, Västerås, 310 deltagare exklusive dagbesökare [7]
- Prolog 2014, Culturen, Västerås, 323 deltagare exklusive dagbesökare [8]
- Prolog 2015, Culturen, Västerås, 382 deltagare exklusive dagbesökare [9]
- Prolog 2016, Culturen, Västerås, 389 deltagare exklusive dagbesökare [10]
- Prolog 2017, Culturen, Västerås, 336 deltagare exklusive dagbesökare [11]